# リビウ・アンタル
リビウ・アンタル（ルーマニア語: Liviu Ion Antal、1989年6月2日 - ）は、リトアニア・シムレウ・シルヴァニエイ出身のサッカー選手。日本語ではリヴィウ・アンタルとも呼ばれる。ポジションはミッドフィールダー。

## 来歴
当時リーガ2（2部リーグ）に所属していたCSコンコルディア・キアジナ、ASAトゥルグ・ムレシュを経て、2009年夏にリーガ1（1部リーグ）のFCオツェルル・ガラツィに移籍した。2010-11シーズンは7得点を決めてオツェルル・ガラツィのリーグ初優勝に貢献した。FCステアウア・ブカレストと対戦した2011年のルーマニア・スーパーカップでも先発して勝利に貢献した。UEFAチャンピオンズリーグ 2011-12ではマンチェスター・ユナイテッドFC、SLベンフィカ、FCバーゼルと同居したグループCの全試合に先発し、バーゼル戦でチャンピオンズリーグ初得点を決めた。
2012年6月14日に4年契約でFCヴァスルイに移籍した。2012年8月1日に行われたUEFAチャンピオンズリーグ 2012-13予備予選3回戦のフェネルバフチェSK戦で移籍後初得点を決めた。

## タイトル
FCオツェルル・ガラツィ
- リーガ1 優勝 (1) : 2010-11
- スーペルクパ・ロムニエイ 優勝 (1) : 2011

ジャルギリス
- Aリーガ 優勝 (1) : 2020
- LFFタウレー 優勝 (1) : 2018
- LFFスペルタウレー 優勝 (1) : 2020

個人
- リーガ1 得点王 (1) : 2013-14
- Aリーガ 得点王 (1) : 2018（23得点）